# Andreas Münzmay
Andreas Münzmay (* 1975 in Stuttgart) ist ein deutscher Musikwissenschaftler und seit 2016 Professor für Musikwissenschaft/Digitale Musikedition/Digital Humanities an der Universität Paderborn.

## Werdegang
Münzmay studierte in Stuttgart Schulmusik, Romanistik, Jazz-Posaune und Musikwissenschaft. Er promovierte 2008 an der Universität der Künste (UdK) in Berlin mit einer Arbeit über französisch-deutsche Kulturtransfers im Musiktheater des 19. Jahrhunderts, konkret über den Librettisten Eugène Scribe. Nach seiner Ausbildung war er zunächst als Musiker, Musikschullehrer, Chorleiter und Gymnasiallehrer tätig. Es  folgten Lehraufträge im Fach Musikwissenschaft an der Hochschule für Musik Stuttgart, der Universität der Künste Berlin und der Universität Potsdam. Er arbeitete als Wissenschaftlicher Redakteur an den Universitäten Bayreuth und Frankfurt am Main von 2009 bis 2014 im Editionsprojekt „OPERA – Spektrum des europäischen Musiktheaters“ der Mainzer Akademie der Wissenschaften und der Literatur. Vor seiner Berufung an die Universität Paderborn (Musikwissenschaftliches Seminar Detmold/Paderborn) war er Assistent im Institut für Musikwissenschaft der Goethe-Universität Frankfurt.

## Auszeichnungen
- 2012 Hermann-Abert-Preis der Gesellschaft für Musikforschung.